# Ягодница
Ягодница (пол. Jagodnica) — деревня в Бяльском повете Люблинского воеводства Польши. Входит в состав гмины Лесьна-Подляска. По данным переписи 2011 года, в деревне проживало 103 человека.

## География
Деревня расположена на востоке Польши, к западу от реки Клюкувки, на расстоянии приблизительно 9 километров к северо-северо-западу (NNW) от города Бяла-Подляска, административного центра повета. Абсолютная высота — 146 метров над уровнем моря. К востоку от населённого пункта проходит региональная автодорога 811.

## История
В конце XVIII века Ягодница входила в состав Берестейского повета Берестейского воеводства Великого княжества Литовского.
По данным на 1827 год имелось 22 двора и проживало 154 человека. Согласно «Справочной книжке Седлецкой губернии на 1875 год» деревня входила в состав гмины Ситник Бельского уезда Седлецкой губернии. В 1912 году Бельский уезд был передан в состав новообразованной Холмской губернии.
В 1975—1998 годах деревня входила в состав Бяльскоподляского воеводства.

## Население
Демографическая структура по состоянию на 31 марта 2011 года:
|         | Всего | До трудоспособного возраста | Трудоспособного возраста | Старше трудоспособного возраста |
| ------- | ----- | --------------------------- | ------------------------ | ------------------------------- |
| Мужчины | 42    | 11                          | 25                       | 6                               |
| Женщины | 61    | 15                          | 34                       | 12                              |
| Всего   | 103   | 26                          | 59                       | 18                              |